# Théobald Chartran

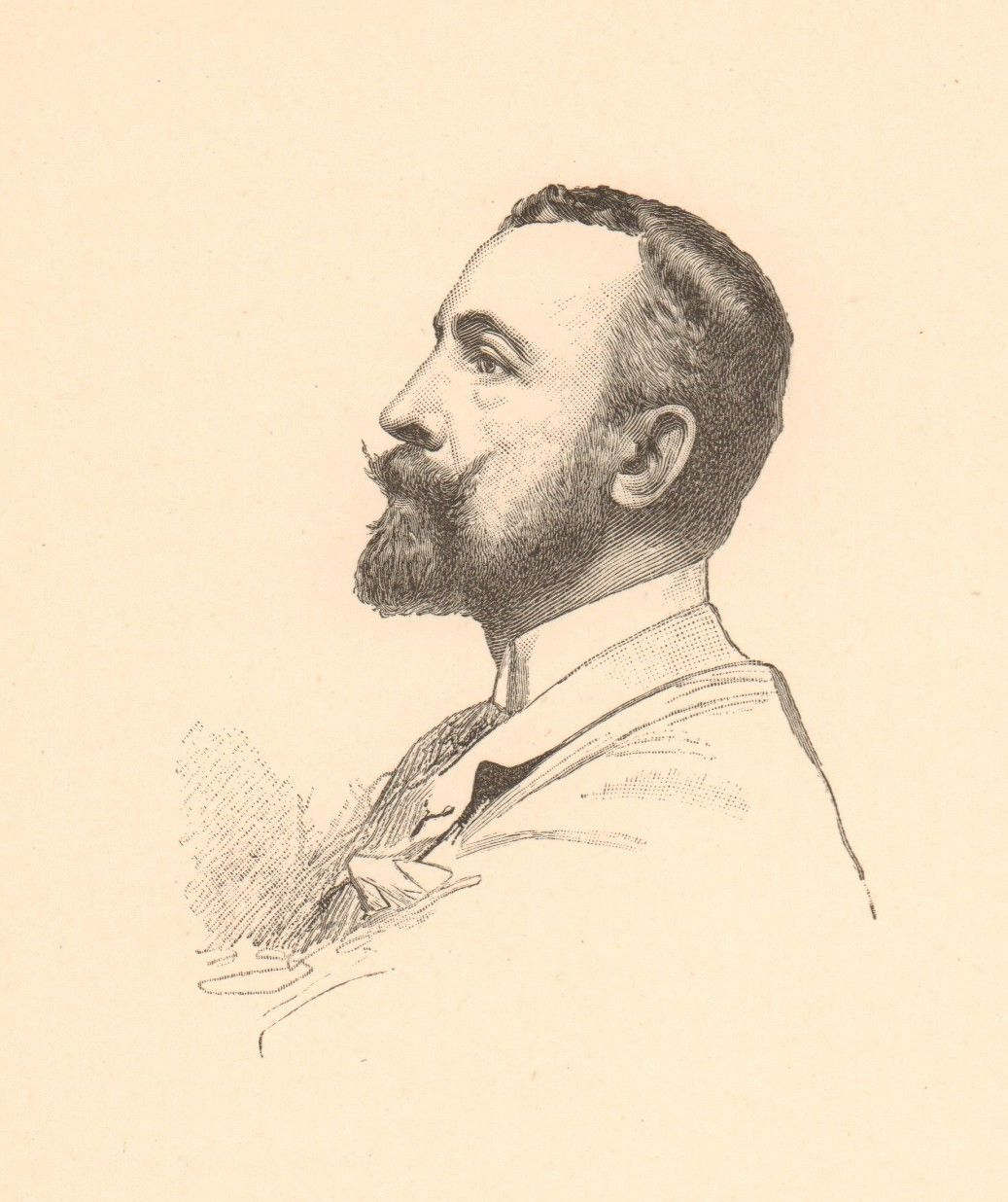
Théobald Chartran

Théobald Chartran (geboren am 20. Juli 1849 in Besançon; gestorben am 16. Juli 1907 in Neuilly-sur-Seine) war ein französischer Historien- und Porträtmaler. Chartran gehörte neben John Singer Sargent, James McNeill Whistler und Giovanni Boldini zu den Künstlern, die der High Society ihrer Zeit nicht nur ein Gesicht gaben, sondern sie fühlten sich ihr auch selbst zugehörig.

## Wirken
Chartran studierte an der École des Beaux-Arts in Paris und war ein Schüler von Alexandre Cabanel. Ab 1872 stellte er regelmäßig seine Werke im Salon der Société nationale des beaux-arts aus. Zu den dort gezeigten Werken zählen unter anderem historische Gemälde von „Jeanne d’Arc“, das „Martyrium des Heiligen Saturnin“ (1877, für die Kirche von Champigny-sur-Marne) oder die „Vision des Heiligen Franz von Assisi“ (1883, während seiner Zeit in Rom entstanden). Von 1881 bis 1883 arbeitete er in London und kehrte anschließend nach Paris zurück. Viele seiner Werke entstanden in New York, wo er sich zeitweise aufhielt, um Mitglieder der gehobenen Gesellschaft zu porträtieren. Es entstanden unter anderem Porträts von den Mitgliedern der Familie Roosevelt. Er fertigte zudem einige dekorative Werke, beispielsweise die historischen Gemälde für das obere Vestibül der Sorbonne, auf denen Wissenschaftler wie Georges-Louis Leclerc de Buffon (das Traité d’histoire naturelle verfassend), Bernard Palissy (die Mineralogie lehrend), Ambroise Paré (Blutgefäße unterbindend) zu sehen sind. Ab 1900 war er Besitzer der Île de Salagnon in der Schweiz.
Chartran wurde im Jahr 1877 für sein Gemälde von der „Einnahme Roms durch die Gallier“ mit dem Großen Preis von Rom ausgezeichnet.
Die Pose auf dem Porträt von James Hazen Hyde war eine Hommage an Agnolo Bronzinos „Porträt eines jungen Mannes mit Buch“ aus den 1530er Jahren.

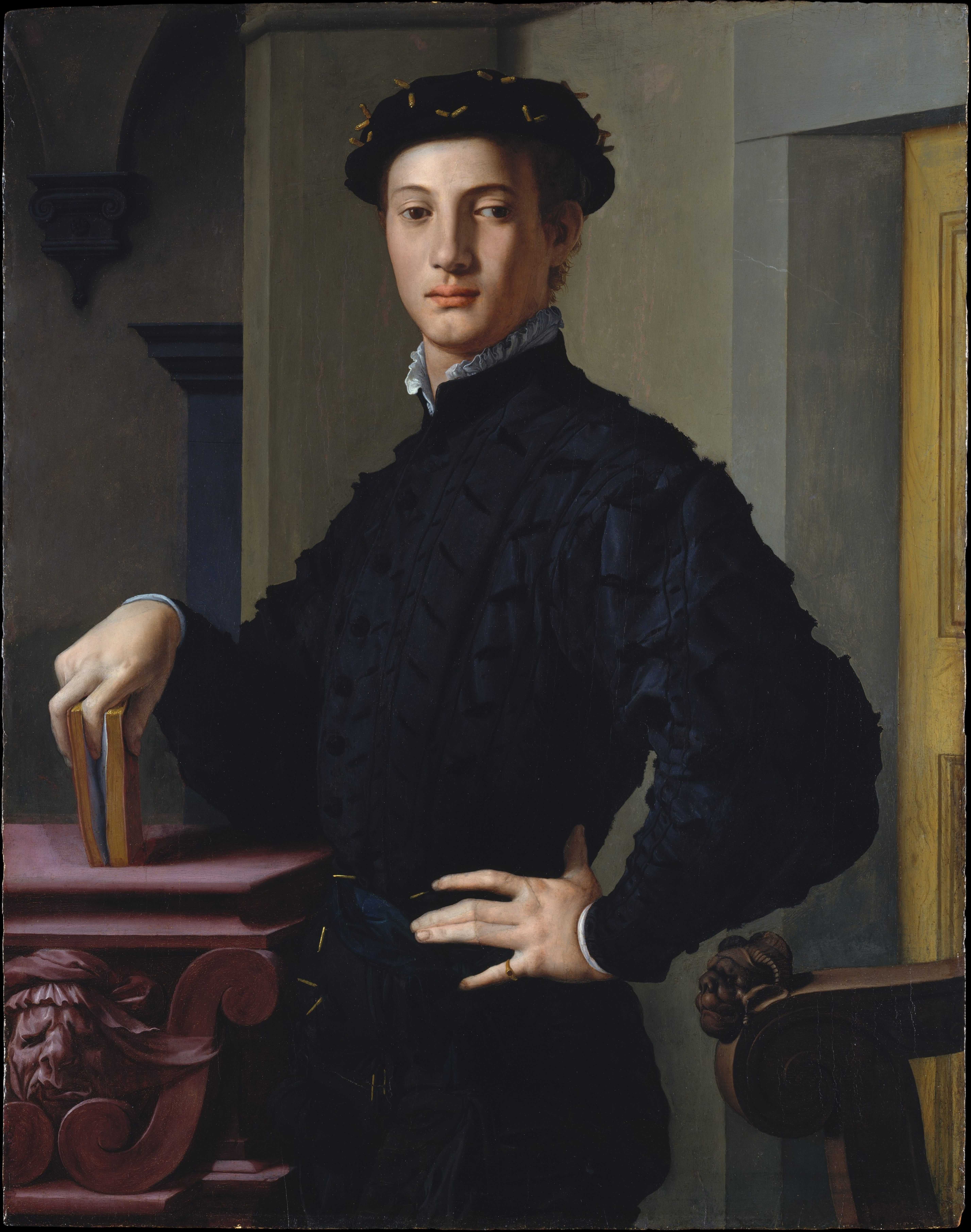
Agnolo Bronzino: Porträt eines jungen Mannes mit Buch, Öl auf Leinwand, um 1535–1540
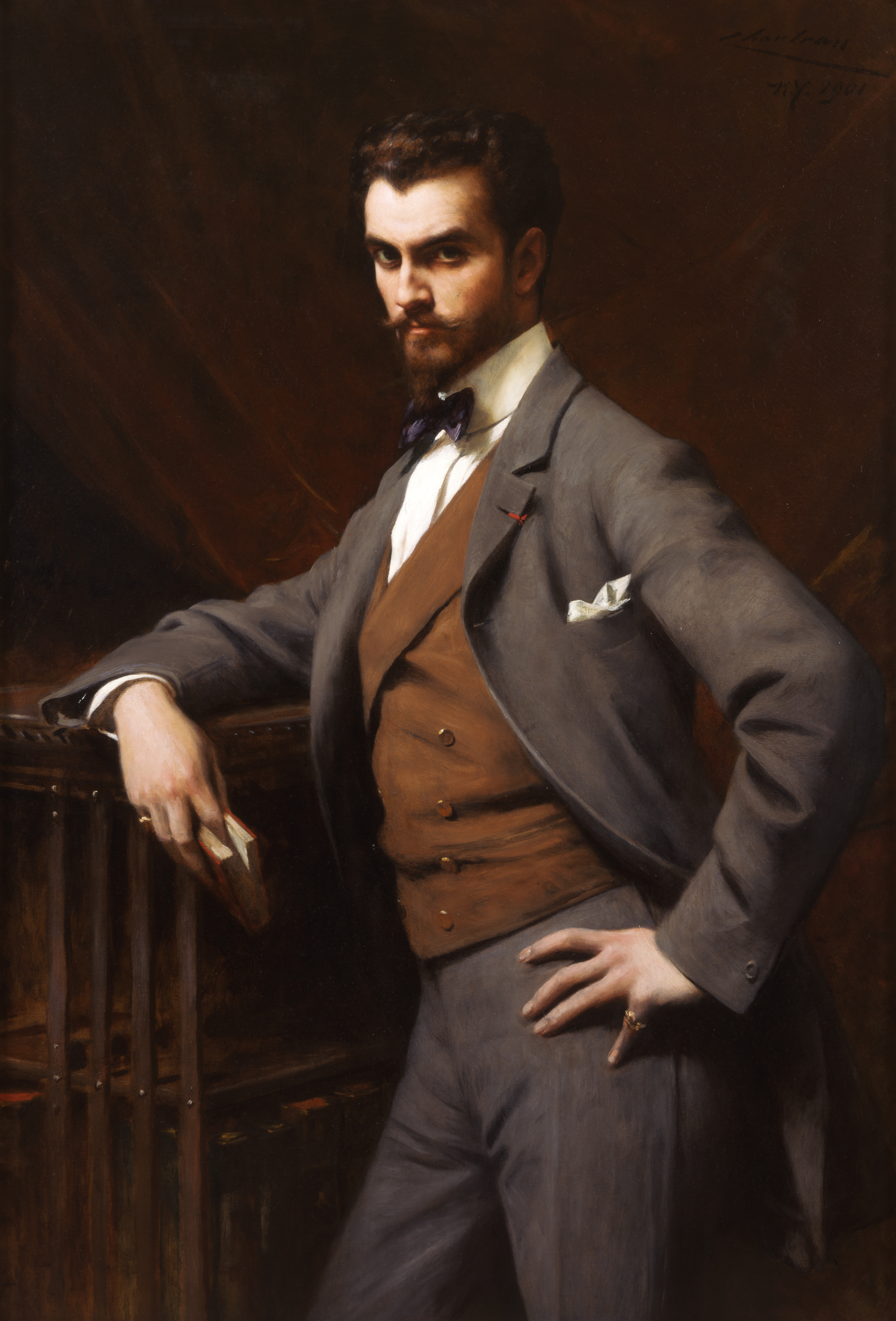
Porträt von James Hazen Hyde, Öl auf Leinwand, 1901